# Ludia mauritiana
Ludia mauritiana är en videväxtart som beskrevs av Johann Friedrich Gmelin. Ludia mauritiana ingår i släktet Ludia och familjen videväxter. Inga underarter finns listade i Catalogue of Life.